# 中建岛
中建岛（英語：Triton Island；越南语：／）位于西沙群島西南处，是西沙群岛最南端的岛屿，距离西沙群岛永兴岛178公里。为纪念1946年中华民国政府派往接收西沙群岛的“中建号”军舰而得名。因从海南岛去往南沙群岛的中途上，故被渔民称为“半路峙”，又盛产各种海螺，故又被渔民称为“螺岛”。该岛是在台礁顶部发育成的灰沙岛，四周有沙堤，内有残留浅水潟湖。台风大潮时常会淹没岛的大部分。現由中華人民共和國實控。

## 歷史
- 1935年，中華民國水陸地圖審查委員會公佈名稱為「土莱塘岛」。[1]
- 1946年，中華民國政府派海军中建號戰車登陸艦（英语：USS LST-716）接收本岛，因此得名为中建岛。

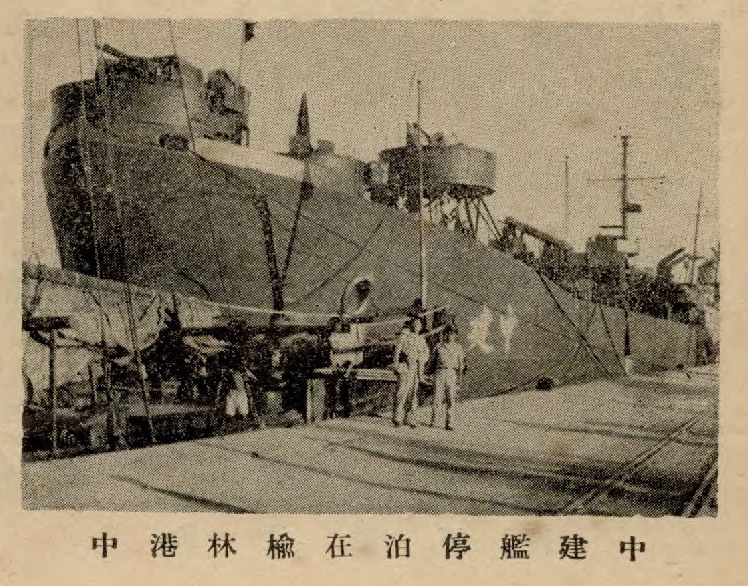
中建艦

- 1975年5月，中國人民解放軍一艘炮艇運送了一支7人小分隊登上中建島，開啟駐防歷史，中華民國國軍並未回應。
- 1978年1月，中建島守備隊正式成立。為了改善居住條件，守島官兵也展開綠化，自帶泥土樹苗和菜種，在珊瑚沙上填土造地。自此中建島確立納入中國人民解放軍實際管理版圖。
- 1979年4月10日，越南人民军第5军区的3艘武装船只试图抵近中建岛，但因低估了岛上解放军的兵力而撤退，解放军守备部队发起追击，最终3艘武装船只上的24人连同船只与武器弹药均被中方俘虏。越军全程没有开火。这是越南社会主义共和国唯一一次试图夺取西沙群岛所属岛屿的军事尝试，又称中建岛海战。
- 1982年8月11日，中華人民共和國中央军委授予中建岛守备队“爱国爱岛天涯哨兵”荣誉称号。[2]
- 1996年，中国政府发布关于领海范围的声明，中建岛有七点是中国领海基点。[3]
  - 中建岛（1）北纬15°46.5' 东经111°12.6'
  - 中建岛（2）北纬15°46.4' 东经111°12.1'
  - 中建岛（3）北纬15°46.4' 东经111°11.8'
  - 中建岛（4）北纬15°46.5' 东经111°11.6'
  - 中建岛（5）北纬15°46.7' 东经111°11.4'
  - 中建岛（6）北纬15°46.9' 东经111°11.3'
  - 中建岛（7）北纬15°47.2' 东经111°11.4'
- 2002年发行“爱国爱岛天涯哨兵”纪念封。

## 地理位置
全岛海拔平均2米，四周礁盘略呈圆形，岛大致呈三角形，长1,850米，宽约800米，面积1.5平方公里。

## 天氣概況
平均气温在31℃以上，且四季海风超4级。

## 生態資源

### 植物
本来中建岛遍地珊瑚沙砾，基本没有植被，自20世纪七十年代守岛官兵进驻中建岛以来，进行生态改造，运来土壤、植物，进行了大量植树绿化，使中建岛由“沙洲”变“绿洲”。

### 動物
每到春末夏初季节，就会有数万只大凤头燕鸥到岛上栖息。

## 島上狀況
有中国人民解放军海军部队驻守。岛上有中国主权碑。经过疏浚航道，在岛西部建有码头。由中国移动通讯架设移动通讯基站。

## 画廊

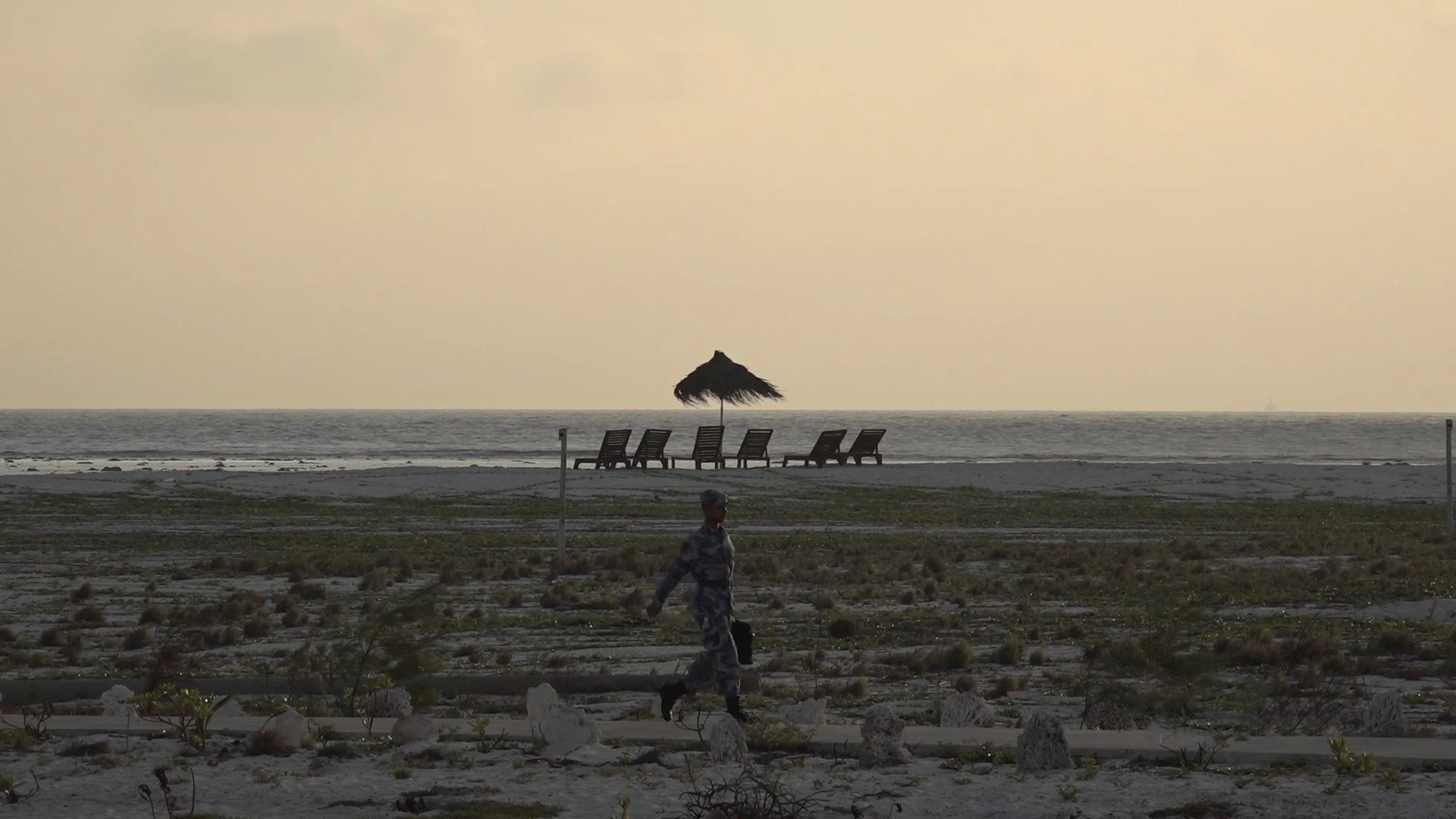
岛上娱乐设施
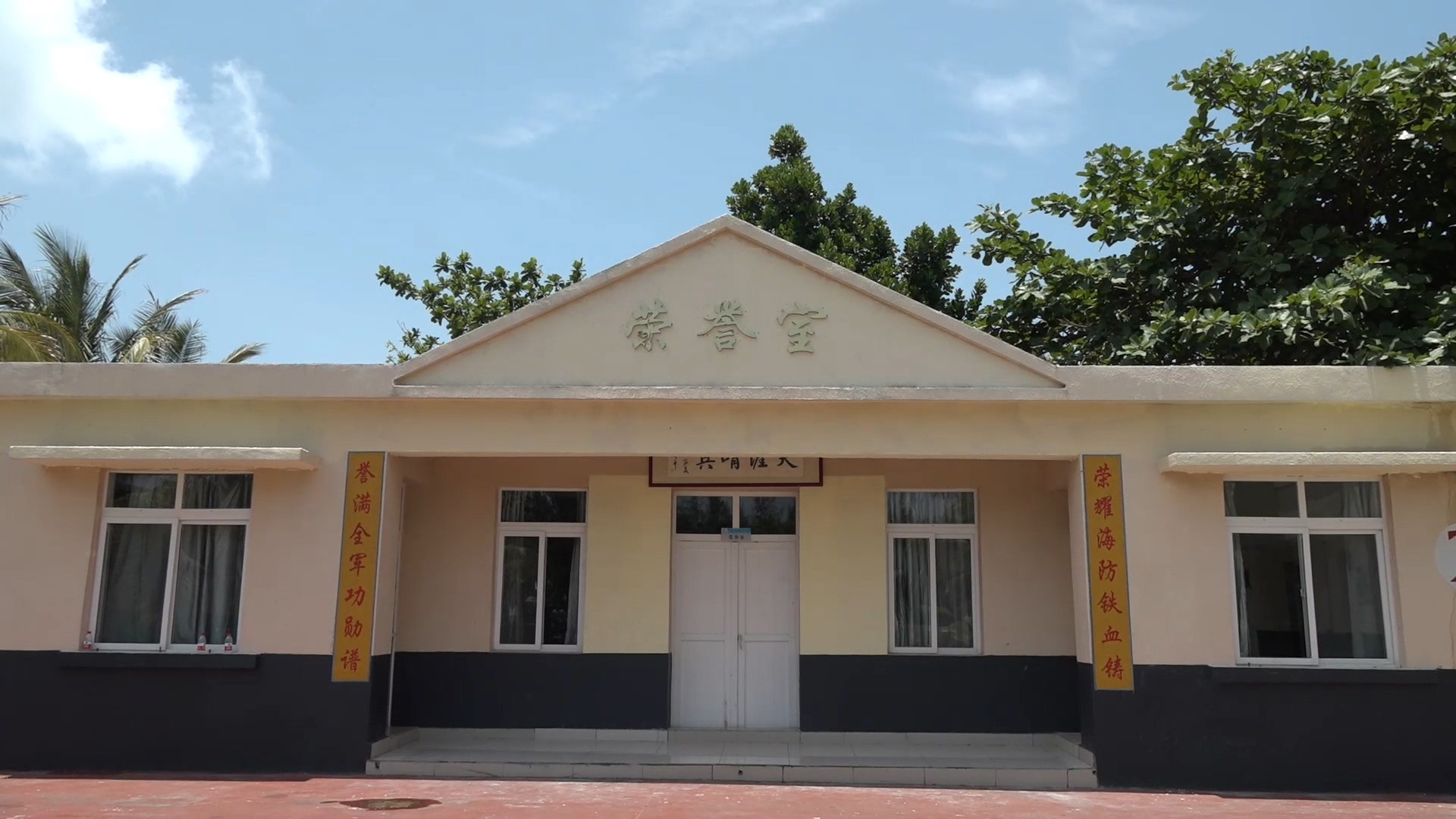
驻军荣誉室
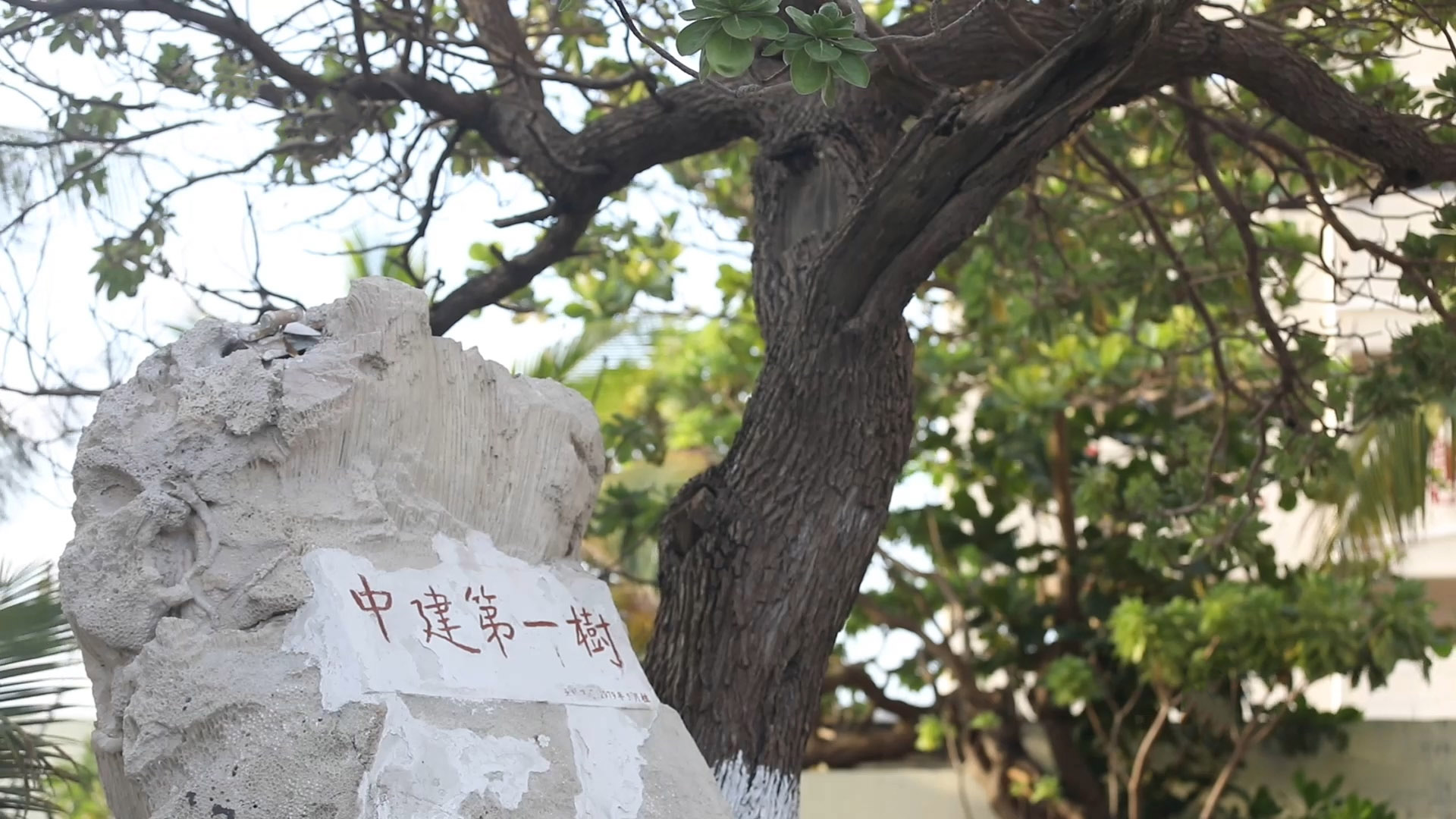
成活的第一棵树
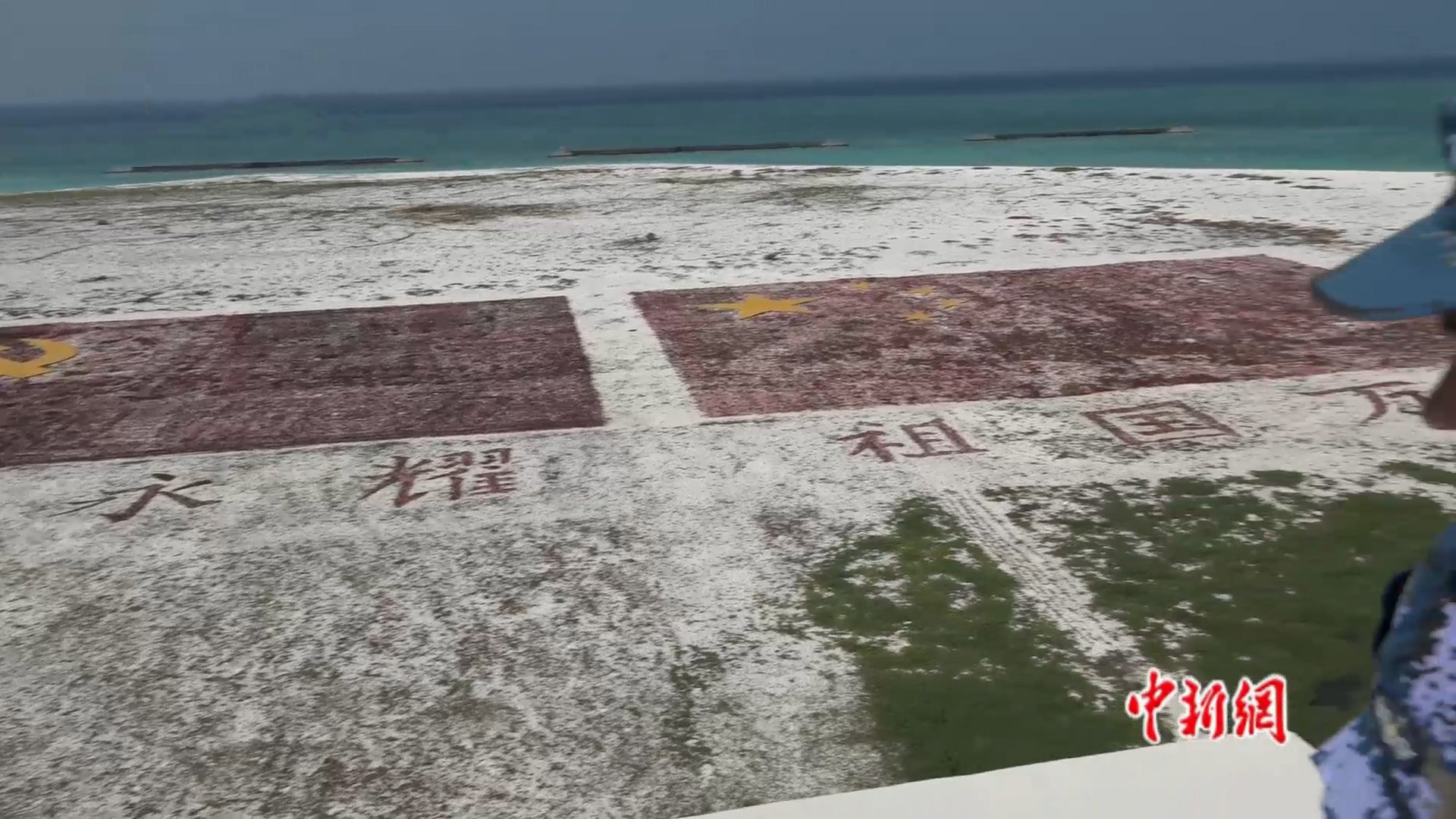
地上标志物，有可能可以在卫星地图上看到
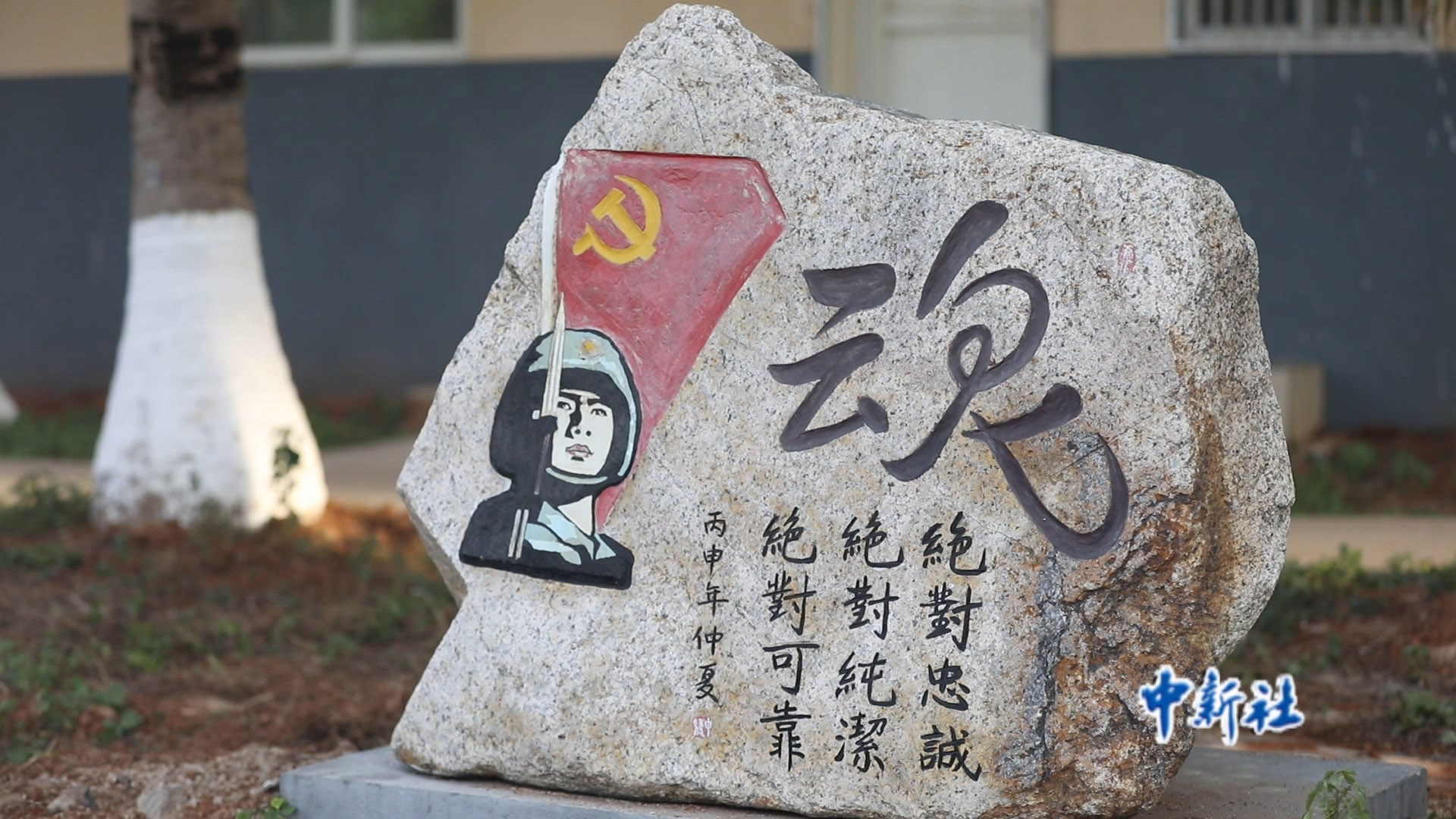
石刻
- 岛上生活
- 一个讲述中建岛植树绿化历史的视频